# 스타필드 (비디오 게임)
《스타필드》(Starfield)는 베데스다 게임 스튜디오가 개발하고 베데스다 소프트웍스가 배급하는 액션 롤플레잉 게임이다. 마이크로소프트 윈도우와 엑스박스 시리즈 X/S로 개발돼 2023년 9월 6일 출시됐다.
먼 미래인 2330년 경, 태양계에서 약 50광년 떨어진 식민지 '개척행성계'가 게임의 배경이다. 플레이어는 우주탐험가 조직 '컨스털레이션' 소속으로 우주를 여행하며 광물을 수집하고 임무를 수행하는 것이 목표이다. 우리은하에 위치한 행성계들을 여행할 수 있는 오픈 월드 시스템이 특징으로 게임 내 대부분 지형은 절차 생성됐다.
《스타필드》는 2018년 E3에서 처음 발표됐다.

## 홍보 및 출시
베데스다는 E3 2018 행사에서 《스타필드》에 대한 짧은 트레일러를 공개했다. E3 2021의 마이크로소프트와 베데스다 합동 발표회에서 게임 내 모습을 공개한 트레일러와 함께 2022년 11월 11일을 목표로 출시하겠다고 발표했다. 같은 행사에서 해당 게임은 마이크로소프트 윈도우 및 엑스박스 시리즈 X/S 콘솔 독점으로 발매하겠다고 전했다. 2022년 5월, 베데스다는 게임출시가 2023년 상반기로 연기됐다고 발표했다.

## 반응
《스타필드》는 리뷰 애그리게이터 웹사이트 메타크리틱에서 "대체적으로 긍정적인 평가"를 기록했다. 애그리게이터 오픈크리틱에서는 93%의 평론가가 게임을 추천했다.

## 참조

### 주해
1. ↑  이드 소프트웨어 추가개발.